# Haydee Oberreuter
Haydee Oberreuter Umazabal (Valparaíso, 20 de noviembre de 1953) es una profesora de Educación General Básica y dirigente social chilena, sobreviviente de prisión política y tortura, que ha luchado por el reconocimiento y la reparación de los sobrevivientes de las violaciones a los derechos humanos ocurridas en Chile durante la última dictadura (1973-1990). Es Directora de la Corporación de Familiares de Ex-Prisioneros Políticos Fallecidos de Chile. Fue candidata independiente por la lista Apruebo Dignidad en las Elecciones de convencionales constituyentes de Chile de 2021. Entre marzo de 2022 y marzo de 2023, se desempeñó como Subsecretaria de Derechos Humanos de su país, bajo el gobierno del presidente Gabriel Boric.

## Biografía

### Unidad Popular y Golpe de Estado
Nacida en Valparaíso en el seno de una familia de izquierda, Haydee Oberreuter ingresa en 1972 a la carrera de Historia en la sede regional de la Universidad de Chile. Ese mismo año, contrae matrimonio con Luis Gerardo Ebers Lepe, relación de la que nacerá la primera hija, Ewa Danae. Ya en primer año de universidad, es elegida representante de su carrera en la Federación de Estudiantes de Chile, FECH. En el mismo año, ingresa al Movimiento de Acción Popular Unitaria, MAPU, el partido político que llegaría a ser la tercera fuerza del gobierno de la Unidad Popular de Salvador Allende -quien ejercería la presidencia de la República de Chile hasta el Golpe de Estado de 1973-. Poco tiempo después de su ingreso al MAPU, decide radicarse en el campamento “Camilo Torres” (ver poblaciones callampa). Ésta era una práctica estimulada por los partidos políticos de izquierda de la época, como una de las formas en que sus militantes podían vivenciar y compartir la realidad de la pobreza, como parte del aprendizaje y la lucha política. El 11 de septiembre de 1973, cuando las distintas ramas de las Fuerzas Armadas y de Orden ejecutan el Golpe que derroca al gobierno democrático, Haydee se encuentra en Valparaíso, gracias a lo cual elude las primeras redadas que la Infantería de Marina de la Armada de Chile hará ese día y los inmediatamente siguientes en el campamento, deteniendo a personas y aplicando violencia represiva. En vista que, además, a partir del Golpe, el gobierno de facto persigue a los dirigentes universitarios bajo la consigna “vivos o muertos”, Haydee no regresa al campamento y se ocupa en organizarse con los compañeros de partido y otros círculos de confianza, esta vez para la resistencia y apoyo a los perseguidos. Al tiempo, la dictadura ha intervenido las universidades, expulsado a los dirigentes, entre los cuales está Haydee y, finalmente, cerrado la carrera de historia. 

### Prisión política y tortura
A fines de 1975, la dirección regional del MAPU de Valparaíso, en ese momento en la clandestinidad, es apresada. A esa fecha, Haydee se encuentra en su segundo embarazo. Dado su estado, la restante organización del MAPU decide sacarla de la ciudad y enviarla a Santiago. Su hija Ewa queda bajo la protección de la abuela en Valparaíso. Los efectivos de la Infantería de Marina “montan una ratonera” (una emboscada) y esperan a Haydee por varios días en la casa materna, sometiendo de paso a violencia y malos tratos a Haydee Umazabal y a la niña. Finalmente, ante la ausencia de Haydee hija, trasladan a Haydee madre junto a Ewa al cuartel Silva Palma de la Armada. La madre de Haydee Oberreuter es sometida a torturas, estando al cuidado de su nieta.
Después de un tiempo en que no obtienen información sobre el paradero de la dirigenta, tanto Ewa como su abuela son liberadas. Entretanto, Haydee Oberreuter y el compañero a cargo de su seguridad, ambos muy jóvenes y sin conocer la ciudad, terminan instalados en lo que parecía un hotel pero resulta ser un prostíbulo, a la espera de un contacto de la Dirección Nacional del partido. Ese contacto no llega. Dejan el hotel y se despiden. No teniendo donde quedarse, Haydee pasa varias noches en la calle, hasta que es contactada por un cercano, también militante del MAPU, quien la instala en lo que debía ser una casa de seguridad en un barrio de Quinta Normal, en la capital chilena, donde es capturada por infantes de marina de la Armada de Chile.
Es trasladada a Valparaíso, al Cuartel Silva Palma - Academia de Guerra Naval, centro de reclusión de la Armada de Chile convertido en instalación para la tortura y el exterminio. En el cuartel es brutalmente torturada y sometida a aborto forzado, mediante la provocación de graves heridas de corvo en el vientre y bajo la consigna de los marinos “un terrorista menos”. Las heridas la dejan al borde de la muerte. El documental Haydee y el Pez Volador, realizado en 2019 por la directora Pachi Bustos, relata esta parte de su historia y el juicio que posteriormente sostuvo contra la Armada de Chile por secuestro y aborto forzado. Luego de su estancia en este centro de torturas, el grupo de detenidos en Valparaíso es entregado a la Dirección de Inteligencia Nacional (DINA) y trasladado a Santiago, al campo de prisioneros políticos de Tres y Cuatro Álamos, donde tanto Haydee como los otros detenidos son sometidos a graves torturas. Desde ese campo, los prisioneros son trasladados a varios centros clandestinos de detención e interrogatorio y algunos devueltos a Tres y Cuatro Álamos, como fue el caso de Haydee. Finalmente, al cerrarse el campo en 1976, Haydee y la mayor parte de los prisioneros salen de la reclusión el 11 se septiembre. Una vez liberada, contando con la posibilidad de salir al exilio, ella decide quedarse en Chile y seguir en la resistencia.

### Resistencia activa
Entre 1976 y 1986, luego de unos meses en la Revista Mensaje, se desempeña laboralmente en la Vicaría de la Solidaridad, en el equipo de distribución de prensa y otras actividades de esa institución. Mientras tanto, sigue desarrollando sus actividades políticas, entre ellas apoyar la producción y distribución del diario clandestino “Venceremos”, del MAPU, que buscaba cubrir en parte el vacío de información política y de resistencia, además de apoyar la reconstrucción del tejido social.
Cumple también tareas territoriales de concientización política, reconstrucción de redes comunitarias y fortalecimiento de las organizaciones sociales que, a la larga, serán claves en el movimiento que desembocaría en las grandes protestas contra el régimen de Pinochet, en 1986. La reconstrucción del movimiento social tenía también por objeto la supervivencia de la gran masa de población pobre, por medio de la organización de ollas comunes, comedores populares, “comprando juntos”, colonias urbanas infantiles, etc. Todo lo anterior se daba con un importante apoyo de las iglesias de Santiago. Durante este período, es detenida en diversas ocasiones, sometida a golpizas y a otras formas de violencia represiva.
En 1981 ha nacido su hijo José Domingo. En ese año y los siguientes, Haydee es parte de la reconstitución de la brigada de propaganda y agitación “Rodrigo Ambrosio” del MAPU, que serviría también para canalizar, en parte, la rebeldía de la juventud. En julio de 1986 es detenida por la policía en el marco de las protestas masivas contra la dictadura, e ingresada en la cárcel de San Miguel, en Santiago, y encausada por un fiscal militar, acusada de cometer violaciones a la ley de seguridad interior del Estado. Luego de cuatro meses de presidio, es liberada, debiendo sin embargo cumplir medidas cautelares como firma periódica. Por esos años, participa en el inicio de la organización de los ex-prisioneros políticos (y apoyando a los que seguían en prisión). El proceso judicial contra Haydee sólo terminará en 1996, con el sobreseimiento de la causa. En 1988 y 1989, respectivamente, se han producido el plebiscito que terminaría con la presidencia de Pinochet y las primeras elecciones que darían la Presidencia de la República a Patricio Aylwin Azócar.

### En busca del reconocimiento y la reparación
Es en los años ’90 que Haydee Oberreuter comienza a ser reconocida como dirigenta de organizaciones de ex-prisioneros políticos. Se avoca a la lucha por obtener reconocimiento y reparación del Estado para los sobrevivientes de las violaciones a los derechos humanos ocurridas durante la dictadura. En esa época, el gobierno del Presidente Patricio Aylwin se desempeña en un contexto de inestabilidad política debido al poder que mantienen las fuerzas armadas sobre el país, y circunscribe su acción reparatoria a los casos de desaparición forzada o ejecución política, postergando a los sobrevivientes de prisión política y tortura.
Ante la falta de apoyo del sistema político y de justicia para hacerse cargo de esa reparación, en 1993, sobrevivientes entre los cuales se encuentra Haydee, forman el Comando Unitario de Ex-Prisioneros Políticos y Familiares, el que desarrolla diversos actos de propaganda, junto con gestiones nacionales e internacionales (demandas contra el Estado de Chile) para presionar a las autoridades. Hasta hoy, Haydee Oberreuter es parte de dicho conglomerado. Luego de ejercer mucha presión (y sin el apoyo de la prensa), en 2003 y bajo el gobierno del presidente Ricardo Lagos, el Comando logra que se conforme una Comisión Nacional sobre Prisión Política y Tortura, conocida posteriormente como la Comisión Valech, a cargo de levantar los testimonios de las víctimas y realizar un informe.
La Comisión recoge cerca de cuarenta mil testimonios, de los cuales alrededor de treinta mil obtienen convicción y son reconocidos. Entre ellos se encuentra Haydee Oberreuter. Aun así, una vez cumplida la misión encomendada y disuelta la Comisión, ha quedado fuera, no calificando y sin reconocimiento, un número importante de casos. En 2004, las organizaciones y activistas de derechos humanos, entre ellos el Comando, logran abrir una fase de reconsideración en que son incorporados dos mil casos nuevos. Más adelante se incorporan cerca de cien hijos de víctimas directas (nacidos o criados en cautiverio). El Informe Valech no incluyó a detenidos en manifestaciones públicas, en circunstancias que la violación de derechos humanos ocurría allí por igual; tampoco a los exiliados.
Sin consulta a los sobrevivientes que dieron testimonio ante la Comisión, el gobierno de Ricardo Lagos impone un secreto de cincuenta años para los casos y documentos procesados por aquélla (artículo 15 de la ley N°19.992 sobre reparación a víctimas de violaciones a los derechos humanos y violencia política), de manera tal que siquiera las propias víctimas ni el poder judicial pueden acceder a los expedientes. Aunque dicho gobierno justifica la decisión en la posible revictimización que implica la publicidad de los relatos, en los hechos el secreto de cincuenta años impide emprender acciones judiciales contra los responsables de los delitos. El archivo de documentos de la Comisión se encuentra bajo el resguardo del Instituto Nacional de Derechos Humanos.
Los sobrevivientes de prisión política y tortura y familiares siguen presionando para el levantamiento del secreto y la aplicación de justicia. Además, actualmente el Comando Unitario de Ex-Prisioneros Políticos y Familiares presiona por obtener respuestas a un petitorio que incluye diez medidas de reparación:

“1. Proceso de Calificación Permanente para las personas que sufrieron prisión política, tortura y violaciones a los derechos humanos por efecto del Terrorismo de Estado, con un mandato de la ley que considere y resuelva las dificultades que ha significado la certificación de las prisiones políticas por parte de los organismos de estado.
2. Garantizar a las víctimas de prisión política y tortura y sus familiares el ejercicio del derecho a verdad y justicia. Establecer por ley la facultad institucional para apoyar social y jurídicamente la presentación y seguimiento de querellas por prisión política y tortura.
3. Pensión reparatoria de un monto en concordancia con las recomendaciones consideradas desde una perspectiva de ‘pensión digna’.
4. Eliminar la incompatibilidad de la pensión por prisión política y tortura con la pensión por exoneración política y con cualquier otra pensión. Considerar aspecto retroactivo.
5. Heredabilidad de la pensión, vitalicia de un 100% incorporando al beneficio a los viudos y convivientes con hijos. Considerar aspecto retroactivo.
6. Traspaso del beneficio educacional, en los mismos términos establecidos para los titulares de la ley N° 19.992.
7. Otorgar el subsidio máximo de la ley a los calificados que no hayan accedido a vivienda a través de subsidio estatal, sin considerar la Ficha de Protección Social (FPS) en los casos en que esta impida la invocación del beneficio. Este beneficio podrá ser heredado.
8. Reparación por prisión política. En concordancia con la legislación internacional, corresponde que el Estado otorgue una reparación por cada día de prisión. Resarcir el lucro cesante y el daño emergente.
9. Derogar el Título IV de la ley N° 19.992 que impone 50 años de silencio a los testimonios de los ex-prisioneros políticos y familiares”.

En 2017 y en representación del Comando Unitario de Ex-Prisioneros Políticos y Familiares, Haydee Oberreuter concurre a exponer ante la Comisión Interamericana de Derechos Humanos (CIDH) que celebró su 165° Período Ordinario de Sesiones, entre el 23 y el 27 de octubre de 2017. En la oportunidad, hizo denuncia en audiencia pública ante dicha Comisión de los incumplimientos del Estado de Chile en materia de verdad, justicia, memoria y reparación para con los sobrevivientes de prisión política y tortura.
En su calidad de dirigente de derechos humanos, en 2019 integró la Misión Internacional por los Derechos Humanos en Ecuador (2019), en el contexto del estallido social ocurrido en ese país.

### Haydee y el Pez Volador
En 2004, la periodista Alejandra Matus realiza un reportaje para la desaparecida revista Plan B, respecto a la prisión política y tortura de mujeres embarazadas, para el cual recogió el testimonio de Haydee Oberreuter. Este reportaje llega a manos del abogado Vicente Bárzana, quien, por su propia cuenta y sin la participación ni el conocimiento de Haydee, interpone una denuncia por torturas. Esto ocurre en un momento en que existe un acuerdo tácito de los poderes del Estado de no iniciar ni perseverar en procesos judiciales por torturas sin resultado de muerte, limitándose la justicia a los casos de muerte y desaparición forzada.
Sorpresivamente, la Corte de Apelaciones acoge la denuncia presentada por Bárzana y se inicia la investigación. Fueron procesados los agentes de la Armada de Chile, Manuel Atilio Leiva Valdivieso, Juan de Dios Reyes Basaur, Juan Orlando Jorquera Terrazas y Valentín Evaristo Riquelme Villalobos, y finalmente condenados por la Corte Suprema, en 2016, a penas de tres años y un día de presidio (argumentándose edad, salud e inobjetable conducta anterior, estas penas se redujeron a simple arresto domicilario).
Sólo el 11 de septiembre de 2013 y, casualmente, justo el día del aniversario número 40 del Golpe de Estado contra el gobierno del Presidente Salvador Allende, Haydee y Alejandra Matus contactarían al abogado que por propia iniciativa había dado inicio al primer juicio por torturas en la dictadura de Pinochet. En los primeros años de la década de 2000, Haydee ha entablado amistad con la guionista de cine Pachi Bustos. En 2013, ésta le propone filmar su caso en un documental. El resultado fue “Haydee y el Pez Volador”, estrenado en 2019, que relata el proceso judicial de la querella por torturas, las consecuencias de la tortura en Haydee y el proceso de duelo y reconocimiento de su hijo Sebastián, que no llegaría a nacer a causa del aborto forzado. El documental ha obtenido más de una decena de premios en Chile y el extranjero.

## Carrera política

### Proceso constituyente y candidatura (2021)
Ante la apertura del proceso constituyente del año 2021, consecuencia política del estallido social ocurrido en Chile a partir de octubre de 2019, el Comando Unitario de Ex-Prisioneros Políticos y Familiares proclamó a Haydee Oberreuter como candidata a la Convención Constitucional por el distrito 9 (comunas de Cerro Navia, Conchalí, Huechuraba, Independencia, Lo Prado, Quinta Normal, Recoleta, Renca, de la Región Metropolitana). Se trató de una candidatura independiente, por la lista Apruebo Dignidad. La candidatura buscaba instalar a los derechos humanos, entendidos también como derechos sociales, en el centro de la democracia, junto con reconocer el rol protagónico que ha tenido históricamente y sigue teniendo el movimiento social y popular en la transformación política de Chile. La candidata no resultó electa.

### Subsecretaria de Derechos Humanos de Chile (2022-2023)
En febrero de 2022, él presidente electo Gabriel Boric la nombró como Subsecretaria de Derechos Humanos, cargo que asumió el 11 de marzo de 2022. Dejó el cargo el 10 de marzo de 2023.